# AdventureRooms
AdventureRooms est un jeu d'évasion grandeur nature comportant des aspects scientifiques, et proposant un système de franchise dans le monde entier.

## Historique
Le jeu a débuté en mars 2012 lors d'un projet universitaire pour des étudiants par Gabriel Palacios, un professeur de science, à Berne, en Suisse. AdventureRooms est parmi les premières enseignes en Europe de l'Ouest à proposer ce concept. Il s'agit d'une enseigne présente dans le monde . Ces principales influences sont les jeux d'évasion sur ordinateur des années 1990, les jeux d'évasions Hongrois et les expériences scientifiques .
L'aspect scientifique des jeux et l'expérience d'immersion distingue AdventureRooms d'autre jeux similaires.
Une autre innovation a été l'introduction d'un mode "duel". Deux équipes peuvent jouer en même temps au même jeu l'une contre l'autre. Ce mode de jeu est idéal pour les larges groupes, principalement pour les compagnies pour consolider l'esprit d'équipe ou pour des enterrements de vie de jeune filles/garçons.
En 2013 AdventureRooms commence à offrir un système de franchise et la compagnie se déploie rapidement dans le monde,.

## Franchises dans le monde
La liste des pays et villes où AdventureRooms est présent dans le monde:
- En Europe, en Suisse à Berne (3 thèmes), Zurich (2 thèmes), Lucerne (3 thèmes), Davos (1 thème), Coire (2 thèmes). En France à Toulon[10],[11] (3 thèmes), Toulouse[12],[13],[14],[15],[16] (4 thèmes) et Pau (2 thèmes). En Allemagne à Cologne (1 thème), Dresde (3 thèmes), Munich (2 thèmes). En Autriche à Vienne (2 thèmes). En Italie à Florence (2 thèmes), Catane (2 thèmes), Bologne (1 thème), Pavie (1 thème). En Espagne à Palma de Majorque (2 thèmes) et à Madrid (2 thèmes). En Irlande à Dublin (2 thèmes). Au Pays de Galles à Cardiff (1 thème). À Chypre à Nicosie (2 thèmes). En Grèce à Athènes (5 thèmes). En Estonie à Tallinn (2 thèmes). En Norvège à Oslo (3 thèmes).
- En Amérique du Nord, aux États-Unis dans le Connecticut (3 thèmes), New Jersey (1 thème), Massachusetts (2 thèmes). Au Canada à Kitchener (3 thèmes), Chutes du Niagara (2 thèmes).
- En Amérique du Sud, au Pérou à Lima (2 thèmes).
- Au Moyen-Orient, au Qatar à Doha (2 thèmes).
- En Océanie, en Australie à Adélaïde (3 thèmes).